# Vue.js

Logotyp.

Vue.js (vanligtvis kallad Vue; uttalas "view") är ett ramverk för JavaScript med öppen källkod.